# Lucien Aimar
Lucien Aimar (ur. 28 kwietnia 1941 w Hyères) – francuski kolarz szosowy.
Aimar wygrał niespodziewanie Tour de France w 1966. U podstaw tego sukcesu leżała jego obecność w grupie uciekinierów na 10. etapie. W górach bronił żółtej koszulki, nie wygrywając jednak żadnego etapu. Poza tytułem mistrza Francji w 1968 i zwycięstwem w Quatre Jours de Dunkerque w 1967, nie umiał nawiązać do swojego wielkiego sukcesu z roku 1966.
Bardzo dobrze zjeżdżał. Podobno podczas jednego z wjazdów na szczyt Col di Torini miał na górze 8 minut straty do Eddy’ego Merckxa, a już na dole jechał tuż za nim. Poza tym, na zjeździe z Mont Ventoux osiągnął rzekomo prędkość 140 km/h.
Aktualnie jest organizatorem francuskiego wyścigu Tour Méditerranéen.